# Đỉa răng
Đỉa răng hay còn gọi là đỉa bạo chúa (Danh pháp khoa học: Tyrannobdella rex) là một loài đỉa được tìm thấy ở các vùng sâu và vùng xa của Thượng nguồn sông Amazon ở Peru thuộc vùng Nam Mỹ, trong khi một họ hàng của chúng là Dinobdella ferox thì lại xuất hiện ở Đài Loan. Chúng có niên đại sống khoảng 200 triệu năm trước. Đỉa răng có một cơ thể nhỏ bé, chiều dài chưa đầy 5 cm và bề ngang khoảng 1 cm nhưng răng của nó thì khổng lồ, dài tới 0,013 cm và mọc trên một chiếc hàm duy nhất, không giống bất kỳ loài đỉa nào khác. Đây là một loài sinh vật hút máu và sống ký sinh.